# NGC 1117A
NGC 1117A is een elliptisch sterrenstelsel in het sterrenbeeld Ram. Het hemelobject werd op 2 december 1863 ontdekt door de Duitse astronoom Albert Marth. Het sterrenstelsel bevindt zich dicht bij NGC 1117-1 en NGC 1117-2.

## Synoniemen
- PGC 10822
- UGC 2337
- MCG 2-8-19
- ZWG 440.22
- KCPG 80A